# Placobdella multilineata
Placobdella multilineata (Плакобдела багатолінійна) — вид п'явок роду Placobdella родини Пласкі п'явки ряду Хоботні п'явки (Rhynchobdellida).

## Опис
Загальна довжина сягає 30 мм. Голова сильно загруглена. Має 2 пари очей, що закриті й часто зливаються. Хоботок розташовано на 11 кільці. Тулуб сплощений і витягнутий. Спина шорстка, з численними горбиками, що утворяють 5 рядків. Черево — гладеньке. У цієї п'явки 2 присоски. На задній присосці зверху розташовано великий горбок. Черевні кільця більш чітко розділені ніж спинні. Сліпа кишка розділена на 4 пари. Анус розташовано на 27 подвійному кільці. Гонопора самця розташована на 11/12 кільці, самиці — 12. Атріум (репродуктивний орган) самця доволі добре розвинений. Еякулярний канал 1-2 рази обмотує атріум.
Забарвлення коричневе з більш темною смугою по середині спини, на череві є темні плями, що утворюють поздовжні лінії.

## Спосіб життя
Зустрічається у прісних, неглибоких та навіть стоячих водоймах. Живиться кров'ю прісноводних черепах.

## Розповсюдження
Поширена в США.